# Anne Heche
Anne Celeste Heche (pronunțat [æn heɪtʃ], n. 25 mai 1969, Aurora⁠(d), Ohio, SUA – d. 11 august 2022, Los Angeles, California, SUA) a fost o actriță americană, regizoare și scenaristă. 

## Filmografie

### Film
| An   | Titlu                           | Rol                  | Note                      |
| ---- | ------------------------------- | -------------------- | ------------------------- |
| 1993 | An Ambush of Ghosts             | Denise               |                           |
| 1993 | The Adventures of Huck Finn     | Mary Jane Wilks      |                           |
| 1994 | I'll Do Anything                | Claire               |                           |
| 1994 | Simple Twist of Fate            | Tanny’s Playmate     |                           |
| 1994 | Milk Money                      | Betty                |                           |
| 1995 | Wild Side                       | Alex Lee             |                           |
| 1996 | The Juror                       | Juliet               |                           |
| 1996 | Pie in the Sky                  | Amy                  |                           |
| 1996 | Walking and Talking             | Laura                |                           |
| 1997 | Donnie Brasco                   | Maggie Pistone       |                           |
| 1997 | Volcano                         | Dr. Amy Barnes       |                           |
| 1997 | I Know What You Did Last Summer | Melissa "Missy" Egan |                           |
| 1997 | Înscenarea (Wag the Dog)        | Winifred Ames        | regia Barry Levinson      |
| 1998 | Six Days, Seven Nights          | Robin Monroe         |                           |
| 1998 | Return to Paradise              | Beth McBride         |                           |
| 1998 | Psycho                          | Marion Crane         |                           |
| 1999 | The Third Miracle               | Roxane               |                           |
| 2000 | Auggie Rose                     | Lucy Brown           | Alt titluBeyond Suspicion |
| 2001 | Prozac Nation                   | Dr. Sterling         |                           |
| 2002 | John Q.                         | Rebecca Payne        |                           |
| 2004 | Birth                           | Clara                |                           |
| 2005 | Sexual Life                     | Gwen                 |                           |
| 2007 | Suffering Man's Charity         | Helen Jacobsen       |                           |
| 2007 | What Love Is                    | Laura                |                           |
| 2007 | Superman: Doomsday              | Lois Lane            | Voce                      |
| 2008 | Toxic Skies                     | Dr. Tess Martin      |                           |
| 2009 | Spread                          | Samantha             |                           |
| 2010 | The Other Guys                  | Pamela Boardman      | Nemenționată              |
| 2011 | Cedar Rapids                    | Joan Ostrowski-Fox   |                           |
| 2011 | Rampart                         | Catherine            |                           |
| 2012 | That's What She Said            | Dee Dee              |                           |
| 2012 | Black November                  | Barbra               |                           |
| 2012 | Arthur Newman                   | Mina Crawley         |                           |
| 2013 | Nothing Left to Fear            | Wendy                |                           |
| 2013 | Life at These Speeds            | Coach Rowan          |                           |
| 2014 | Wild Card                       | Roxy                 |                           |
| 2016 | Opening Night                   | Brooke               |                           |
| 2016 | Catfight                        | Ashley               |                           |
| 2017 | My Friend Dahmer                | Joyce Dahmer         |                           |
| 2017 | Armed Response                  | Riley                |                           |
| 2019 | The Best of Enemies             |                      | Post-producție            |

### Televiziune
| An        | Titlu                              | Rol                                   | Note                                  |
| --------- | ---------------------------------- | ------------------------------------- | ------------------------------------- |
| 1987–91   | Another World                      | Vicky Hudson/ Marley Love             | Cast member                           |
| 1991      | Murphy Brown                       | Nica                                  | 1 episod                              |
| 1992      | O Pioneers!                        | Marie                                 | film TV                               |
| 1993      | The Young Indiana Jones Chronicles | Kate                                  | 1 episod                              |
| 1994      | Against the Wall                   | Sharon                                | film TV                               |
| 1994      | Girls in Prison                    | Jennifer                              | film TV                               |
| 1994      | The Investigator                   | Lucinda                               | Short                                 |
| 1995      | Kingfish: A Story of Huey P. Long  | Aileen Dumont                         | film TV                               |
| 1996      | If These Walls Could Talk          | Christine Cullen                      | film TV; Segment: "1996"              |
| 1997      | Subway Stories                     | fata însărcinată                      | film TV; Segment: "Manhattan Miracle" |
| 1998      | Ellen                              | Karen                                 | 1 episode                             |
| 2000      | One Kill                           | Capt. Mary Jane O'Malley              | film TV                               |
| 2001      | Ally McBeal                        | Melanie West                          | 7 episoade                            |
| 2004      | Gracie's Choice                    | Rowena Lawson                         | film TV                               |
| 2004      | The Dead Will Tell                 | Emily Parker                          | film TV                               |
| 2004–05   | Everwood                           | Amanda Hayes                          | 10 episoade                           |
| 2005      | True                               | Rosie True                            | Unaired pilot                         |
| 2005      | Nip/Tuck                           | Nicole Morretti                       | 3 episoade                            |
| 2005      | Silver Bells                       | Catherine O'Mara                      | Hallmark Movie                        |
| 2005–06   | Higglytown Heroes                  | Gloria the Waitress (voice)           | 3 episoade                            |
| 2006      | Fatal Desire                       | Tanya Sullivan                        | film TV                               |
| 2007      | Masters of Science Fiction         | Martha Van Vogel                      | 1 episode                             |
| 2006–08   | Men in Trees                       | Marin Frist                           | Series lead; 36 de episoade           |
| 2008      | Toxic Skies                        |                                       | Lead role                             |
| 2009–11   | Hung                               | Jessica Haxon                         | Lead role; 30 de episoade             |
| 2011      | Girl Fight                         | Melissa                               | film TV                               |
| 2011      | Silent Witness                     | Kate Robb                             | film TV                               |
| 2012      | Blackout                           | Dr. Debra Westen                      | Miniseries                            |
| 2013      | Save Me                            | Beth Harper                           | Lead role, 7 episoade                 |
| 2013–14   | The Michael J. Fox Show            | Susan Rodriguez-Jones                 | 4 episoade                            |
| 2013–15   | Adventure Time                     | Cherry Cream Soda (voice)             | 2 episoade                            |
| 2014      | One Christmas Eve                  | Nell Blackemore                       | Hallmark Movie                        |
| 2014      | The Legend of Korra                | Suyin Beifong (voice)                 | Recurring role, seasons 3 and 4       |
| 2015      | Dig                                | Lynn Monahan                          | Miniseries                            |
| 2015      | Quantico                           | Dr. Susan Langdon                     | 1 episode                             |
| 2016      | Aftermath                          | Karen Copeland                        | Series lead; 10 episoade              |
| 2016      | Looks Like Christmas               | Carol                                 | Hallmark Movie                        |
| 2017–18   | The Brave                          | DIA Dep. Director Patricia Campbell   | Series lead                           |
| 2018-2019 | Chicago P.D                        | Dep. Superintendent Katherine Brennan | Recurring role, Season 6              |

| An   | Titlu              | Rol           | Note |
| ---- | ------------------ | ------------- | ---- |
| 1996 | 9: The Last Resort | Miss G-String | Voce |

### Regie
| An   | Titlu                                        | Note                       |
| ---- | -------------------------------------------- | -------------------------- |
| 2000 | If These Walls Could Talk 2                  | Segmentul: "2000"          |
| 2001 | Ellen DeGeneres: American Summer Documentary |                            |
| 2001 | On the Edge                                  | Segmentul: Reaching Normal |

## Premii și nominalizări
| An   | Lucrare            | Rezultat     | Premiu                                                                             |
| ---- | ------------------ | ------------ | ---------------------------------------------------------------------------------- |
| 2004 | Gracie's Choice    | Nominalizare | Primetime Emmy Award for Outstanding Supporting Actress in a Miniseries or a Movie |
| 2004 | The Dead Will Tell | Nominalizare | Saturn Award for Best Actress on Television                                        |
| 1997 | Wag the Dog        | Nominalizare | Satellite Award for Best Supporting Actress – Motion Picture                       |
| 1992 | Another World      | Câștigat     | Soap Opera Digest Award for Outstanding Lead Actress in a Daytime Drama            |
| 1991 | Another World      | Câștigat     | Daytime Emmy Award for Outstanding Younger Actress in a Drama Series               |
| 1989 | Another World      | Nominalizare | Daytime Emmy Award for Outstanding Younger Actress in a Drama Series               |
| 1989 | Another World      | Câștigat     | Soap Opera Digest Award for Outstanding Female Newcomer – Daytime                  |